# 安田善之
安田 善之（やすだ よしゆき、1976年5月25日 - ）は日本の実業家、ファーストビットの創業者。東京都出身。

## 略歴
早稲田大学社会科学部卒業。フリーランスのエンジニアを経て株式会社サイバードに入社。退職後、2003年に伊藤哲也と共に有限会社ファーストビットを東京都中央区に設立。 